# Championnat de Zurich 2006
La 91e édition de la course cycliste, le Championnat de Zurich a eu lieu le 1er octobre 2006 et a été remportée par l'Espagnol Samuel Sánchez. Il s'est imposé en solitaire. Il s'agit de la 25e épreuve de l'UCI ProTour 2006.

## Récit
Disputé sous une pluie battante, le championnat de Zurich a vu la victoire de l'Espagnol Samuel Sánchez (Euskaltel-Euskadi). Celui-ci a fini en solitaire après avoir distancé ses ex-compagnons d'échappée à moins de quinze kilomètres de l'arrivée. La seconde place revient à l'Australien O'Grady (Team CSC) devant Rebellin (Gerolsteiner).
L'Espagnol Alejandro Valverde, absent de cette épreuve conserve toutefois sa première place du ProTour avant les deux grands derniers rendez-vous de la saison que sont Paris-Tours 2006 (dimanche 8 octobre) et le Tour de Lombardie (samedi 14 octobre).
Après cette épreuve, il est mathématiquement assuré de remporter le classement de l'UCI ProTour 2006.

## Classement final
| #  | Coureur           | Pays      | Équipe                | Temps              | Points ProTour |
| -- | ----------------- | --------- | --------------------- | ------------------ | -------------- |
| 1  | Samuel Sánchez    | Espagne   | Euskaltel-Euskadi     | en 6 h 03 min 48 s | 40 pts.        |
| 2  | Stuart O'Grady    | Australie | Team CSC              | + 30 s             | 30 pts.        |
| 3  | Davide Rebellin   | Italie    | Gerolsteiner          | + 30 s             | 25 pts.        |
| 4  | Michael Boogerd   | Pays-Bas  | Rabobank              | + 30 s             | 20 pts.        |
| 5  | Fabian Cancellara | Suisse    | Team CSC              | + 36 s             | 15 pts.        |
| 6  | Cristian Moreni   | Italie    | Cofidis               | + 36 s             | 11 pts.        |
| 7  | Nicki Sørensen    | Danemark  | Team CSC              | + 36 s             | 7 pts.         |
| 8  | Vladimir Gusev    | Russie    | Discovery Channel     | + 1 min 17 s       | 5 pts.         |
| 9  | Danilo Di Luca    | Italie    | Liquigas              | + 1 min 20 s       | 3 pts.         |
| 10 | Filippo Pozzato   | Italie    | Quick Step-Innergetic | + 1 min 20 s       | 1 pt.          |